# Charline Bourgeois-Tacquet
Charline Bourgeois-Tacquet (Royan, 11 gennaio 1986) è una regista, attrice e sceneggiatrice francese.

## Carriera
Dopo aver partecipato in qualità di attrice ad alcuni film, debutta alla regia nel 2016 con Joujou, seguito nel 2018 da Pauline asservie, entrambi cortometraggi. Quest'ultimo si aggiudica il Premio Télérama al festival di Clermont-Ferrand nel 2019.
Nel 2021 dirige il suo primo lungometraggio, Gli amori di Anaïs, presentato in anteprima alla Settimana internazionale della critica del 74º Festival di Cannes.

## Filmografia

### Attrice
- Sarà il mio tipo? (Pas son genre), regia di Lucas Belvaux (2014)
- Qui c'est les plus forts?, regia di Charlotte de Turckheim (2015)
- Florida (Floride), regia di Philippe Le Guay (2015)
- Le cose che verranno (L'avenir), regia di Mia Hansen-Løve (2016)
- Joujou, cortometraggio, regia di Charline Bourgeois-Tacquet (2016)
- Tra due mondi (Ouistreham), regia di Emmanuel Carrère (2021)

### Regista

#### Cortometraggi
- Joujou (2016)
- Pauline asservie (2018)

#### Film
- Gli amori di Anaïs (Les amours d'Anaïs) (2021)